# Gaspar de Morales
Gaspar de Morales, alias Alvero, fue un boticario, botánico, médico y astrólogo español de los siglos xvi y xvii.

## Biografía
Nació en Zaragoza, donde fue colegial boticario. Pasó después a la Universidad de Alcalá de Henares, en la que estudió humanidades, filosofía y medicina y se graduó en algún momento del siglo xvi. Consta que viajó por Italia, Sicilia y Valencia. Se retiró a Paracuellos de Jarama y escribió allí una obra titulada De las virtudes y propiedades maravillosas de las piedras preciosas (1605), que fue prohibida por la Inquisición al poco de ser publicada y se hizo bastante rara.